# Phreatia foveata
Phreatia foveata là một loài thực vật có hoa trong họ Lan. Loài này được Carr miêu tả khoa học đầu tiên năm 1933.